# Stephen Kiogora
Stephen Kiogora (né le 10 novembre 1976) est un athlète kényan, spécialiste des courses de fond. 

## Biographie
Il remporte la médaille d'or du 10 000 mètres lors des championnats d'Afrique 1996, à Yaoundé au Cameroun, dans le temps de 29 min 16 s 40.
Il se spécialise dans les courses sur route au début des années 2000. Il se classe deuxième du marathon de New York 2006 et troisième du marathon de Boston 2007.

### Palmarès
| Date | Compétition            | Lieu      | Résultat | Épreuve  | Performance     |
| ---- | ---------------------- | --------- | -------- | -------- | --------------- |
| 1996 | Championnats d'Afrique | Yaoundé   | 1er      | 10 000 m | 29 min 16 s 40  |
| 2005 | Marathon de Las Vegas  | Las Vegas | 1er      | Marathon | 2 h 11 min 58 s |
| 2006 | Marathon de New York   | New York  | 2e       | Marathon | 2 h 10 min 6 s  |
| 2007 | Marathon de New York   | New York  | 7e       | Marathon | 2 h 13 min 41 s |
| 2007 | Marathon de Boston     | Boston    | 3e       | Marathon | 2 h 14 min 47 s |

### Records
| Épreuve  | Performance    | Lieu      | Date            |
| -------- | -------------- | --------- | --------------- |
| 10 000 m | 29 min 16 s 40 | Yaoundé   | 16 juin 1996    |
| Marathon | 2 h 8 min 24 s | Francfort | 26 octobre 2008 |